# Bacanius peckorum
Bacanius peckorum är en skalbaggsart som beskrevs av Yves Gomy 1992. Bacanius peckorum ingår i släktet Bacanius och familjen stumpbaggar. Inga underarter finns listade i Catalogue of Life.